# Tosta de bagel

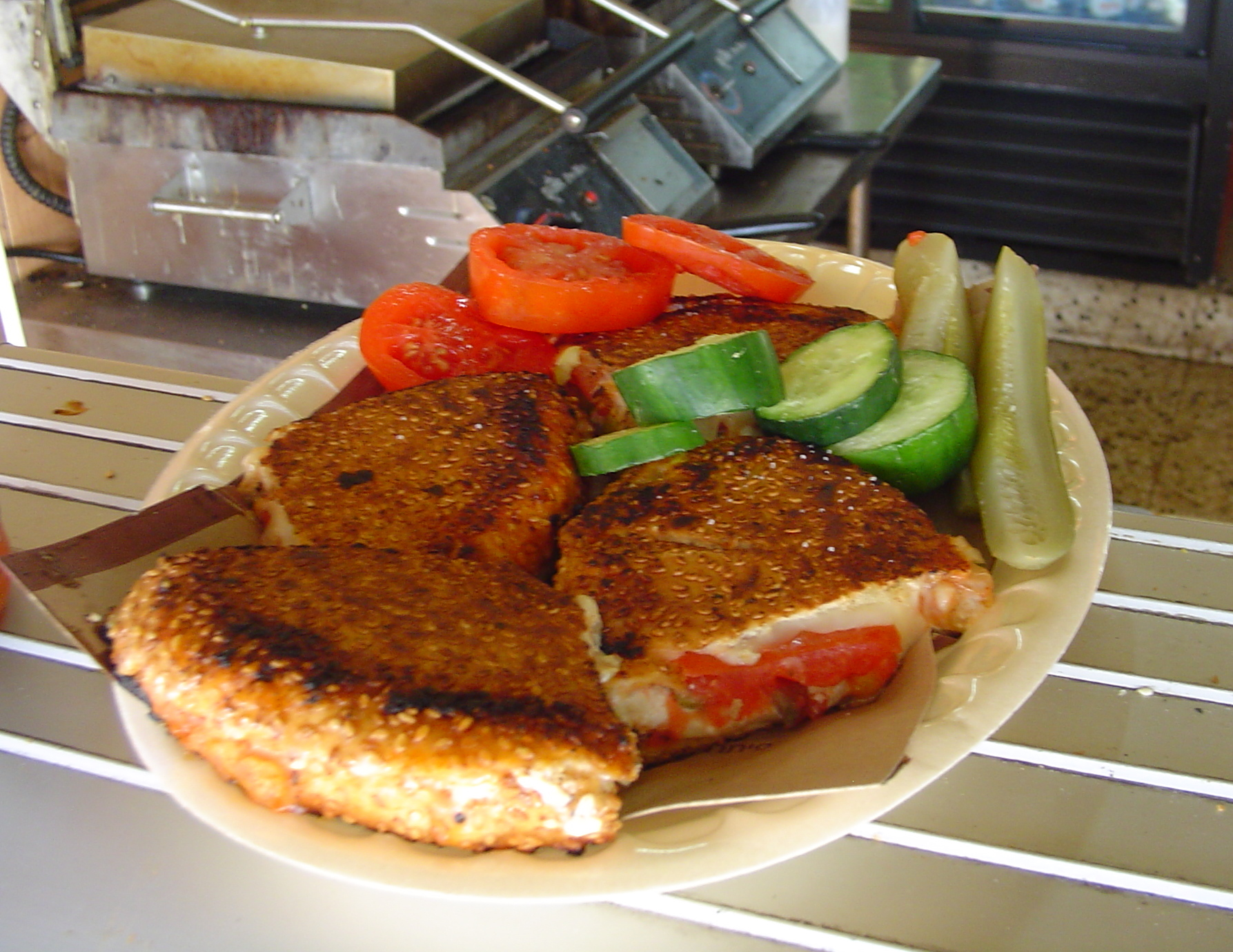
Una tosta de baguel acompañada de pepinos en rodajas.

La Tosta de baguel (En idioma hebreo: בייגל טוסט) es una especie de sandwich elaborada con bagels cortados en forma de tostada. Se trata de una preparación muy habitual en la cocina israelí. Se compone de una rodaja de bagel tostada rellena de verduras y queso (generalmente feta), todo ello asado con un tostador o un panini press. Las verduras empleadas suelen ser tomates, pimientos, pepinos, maíz, salsas picantes diversas. Se suele aromatizar con za'atar, una mezcla de sumac, semillas de sésamo y hierbas diversas. Es frecuente que se puedan encontrar en cafeterías y coffee houses. 